# أليس ريبلي
أليس ريبلي (بالإنجليزية: Alice Ripley)‏ هي ممثلة أمريكية.

## وصلات خارجية
- أليس ريبلي على موقع IMDb (الإنجليزية)
- أليس ريبلي على موقع ميوزك برينز (الإنجليزية)
- أليس ريبلي على موقع قاعدة بيانات برودواي على الإنترنت (الإنجليزية)
- أليس ريبلي على موقع ديسكوغز (الإنجليزية)
- أليس ريبلي على موقع قاعدة بيانات الفيلم (الإنجليزية)

- الموقع الرسمي